# Andrée Ehresmann
Andrée Ehresmann, né Bastiani le 9 juillet 1935 est une mathématicienne française.

## Biographie
Chercheur au CNRS de 1957 à 1963, titulaire d’un doctorat du troisième cycle en 1959, puis d'un doctorat ès sciences en 1962 sous la direction de Gustave Choquet, elle est professeure, puis professeure émérite à l'université de Picardie depuis 1967. Elle est rapporteure d'une quarantaine de thèses.
Andrée Ehresmann est l'auteure d'une centaine de travaux portant sur l'analyse (calcul différentiel et distributions de dimension infinie ; systèmes guidables et problèmes d'optimisation), la théorie des catégories (avec son mari, Charles Ehresmann : esquisses et catégories internes, catégories multiples, structures monoïdales fermées) et la modélisation de systèmes autonomes complexes (systèmes évolutifs à mémoire, dont le modèle MENS pour des systèmes neurocognitifs).
Elle développe avec Jean-Paul Vanbremeersch une modélisation des systèmes évolutifs à mémoire, qui proposent un modèle mathématique pour des systèmes « vivants » avec une hiérarchie de composants complexes à multiples temporalités, tels les systèmes biologiques, neurocognitifs, ou sociaux. Fondés sur une théorie des catégories « dynamique », les systèmes évolutifs à mémoire permettent d'analyser la complexité, l'émergence et l'auto-organisation.